# Université internationale du multimédia

Pour les articles homonymes, voir IUM.
L'UIM, Université Internationale du Multimédia, ou IUM, International University of Multimedia est un réseau mondial d'universités organisé autour d'une structure internationale basée administrativement dans la province de Québec, Canada. Elle a été fondée en mars 2005 à l'île de La Réunion à l'occasion du 6e Carrefour de l'image de l'océan indien.

## Description
L'UIM a pour but de permettre aux étudiants des institutions participantes d’acquérir une précieuse expérience internationale ainsi que de meilleures compétences dans les domaines de la communication, du multimédia et des nouvelles technologies. Les actions se situent dans les échanges d’étudiants et d’enseignants, la valorisation et la mise en commun de documentation et des supports pédagogiques, la veille technologique et l’organisation d’activités ou d’événements en commun.
Des conditions générales d’une coopération pédagogique, scientifique et technique en matière d’enseignement et de recherche régissent les liens entre les différents partenaires dans un contexte de mondialisation et de formation grandissant.

## Universités membres
- Brésil
  - Universidade Federal Fluminense
- Burkina Faso
  - Université de Ouagadougou
- Canada
  - Université du Québec en Abitibi-Témiscamingue (UQAT)
- Chine
  - La Communication University of China (Beijing) 
  - Guiyang Institute (Guiyang)
  - Guizhou International Culture Exchange Center (Guiyang)
- France
  - École Supérieure d'Audiovisuel (ESAV) de l'Université de Toulouse Le Mirail 
  - Université de Versailles Saint-Quentin-en-Yvelines (UVSQ) 
  - Institut de l'image de l'océan Indien (ILOI) 
  - Institut des Sciences de l'information et de la Communication (ISIC)
- Madagascar
  - Institut supérieur de la Communication et du Management
- Tunisie
  - L'Institut supérieur des arts multimédia de La Manouba (ISAMM)

## Bureau de direction de l'UIM
- Président : André Blanchard (UQAT)
- Vice-présidente : Edith Puig-Lambert (UVSQ)
- Conseillers : 
  - Alain Séraphine (ILOI)
  - Gilles Methel (ESAV)
  - Didier Paquelin (ISIC)
  - A.C. Amancio (Brésil)
  - Taouré Bangré (Burkina Faso)
  - Liu Dong (Guiyang)
  - Emile Rakotomahanina Ralaisoa (ISCAM-Madagascar)
  - J.A. Rakotoarisoa (U.A.-Madagascar)
- Suppléants :
  - David Paquin (UQAT)
  - J.M. Douguet UVSQ)
  - Rodolph Séraphine (ILOI)
  - L. Zhen Cheng (UQAT)

## Projets Internationaux
- LE BESTIAIRE (2005-2006)

Prix spécial du jury lors du Prix Möbius International du Multimédia - Montréal 2006
Direction et conception : Samuelle Ducrocq-Henry (UQAT)
Codirection : Rodolphe Séraphine (ILOI)
Site internet : 

## Coordonnées
UIM - Université Internationale du Multimédia
Université du Québec en Abitibi-Témiscamingue
445 boul. de l'Université
Rouyn-Noranda (Québec) J9X 5E4
Site internet: 